# Jambekoppa, Sagar
Jambekoppa là một làng thuộc tehsil Sagar, huyện Shimoga, bang Karnataka, Ấn Độ.